# Rolleboise
Rolleboise là một xã thuộc tỉnh Yvelines, trong vùng Île-de-France, Pháp, cự ly khoảng 10 km về phía tây của Mantes-la-Jolie.
Các xã giáp ranh là: Bonnières-sur-Seine về phía tây, Freneuse và Méricourt về phía bắc và Rosny-sur-Seine về phía nam. Về phía đông, sông Seine chia xã này với Guernes.

## Thông tin nhân khẩu
| 1793 | 1800 | 1806 | 1821 | 1831 | 1836 | 1841 | 1846 | 1851 |
| ---- | ---- | ---- | ---- | ---- | ---- | ---- | ---- | ---- |
| 333  | 342  | 379  | 412  | 413  | 414  | 418  | 412  | 358  |

| 1856 | 1861 | 1866 | 1872 | 1876 | 1881 | 1886 | 1891 | 1896 |
| ---- | ---- | ---- | ---- | ---- | ---- | ---- | ---- | ---- |
| 293  | 287  | 253  | 248  | 229  | 428  | 360  | 318  | 327  |

| 1901 | 1906 | 1911 | 1921 | 1926 | 1931 | 1936 | 1946 | 1954 |
| ---- | ---- | ---- | ---- | ---- | ---- | ---- | ---- | ---- |
| 321  | 296  | 267  | 242  | 281  | 316  | 320  | 301  | 306  |

| 1962                                         | 1968 | 1975 | 1982 | 1990 | 1999 | - | - | - |
| -------------------------------------------- | ---- | ---- | ---- | ---- | ---- | - | - | - |
| 403                                          | 435  | 457  | 371  | 461  | 401  | - | - | - |
| Số liệu kể từ 1962 : dân số không tính trùng |      |      |      |      |      |   |   |   |

## Hành chính
| Danh sách các thị trưởng               |             |                |      |         |
| Giai đoạn                              | Giai đoạn   | Tên            | Đảng | Tư cách |
| tháng 3 năm 2001                       | 2008        | Maurice Boudet |      |         |
| mars 2008                              | en fonction | Maurice Boudet |      |         |
| Tất cả các dữ liệu trước đây không rõ. |             |                |      |         |

Bản mẫu:Tổng Bonnières-sur-Seine